# غيرهارت كاتش
غيرهارت كاتش (14 مايو 1887 - 7 مارس 1961) طبيب باطني ألماني. بين عامي 1928 و1957 شغل منصب أستاذ الطب الباطني في جامعة غرايفسفالد. بمبادرة من كاتش، في عام 1930، أسِس مرفق سكني يقدم الرعاية السريرية والاجتماعية والطبية لمرضى السكري في غارتس في جزيرة روغن. كانت أول مؤسسة من نوعها في ألمانيا. يعتبر غيرهارت كاتش على نطاق واسع -إلى جانب أوسكار مينكوفسكي وكارل ستولت- باعتباره أحد الرواد الثلاثة الرئيسيين في ضبط السكري الحديث في ألمانيا.
بصفته رئيسًا لمستشفى جامعة غرايفسفالد (كما أعيدت تسمية العيادة الجامعية لاحقًا) والمسؤول الطبي الأطول خدمة في غرايفسفالد، في نهاية أبريل 1945، شارك كاتش، جنبًا إلى جنب مع رودولف بيترشاغن، القائد العسكري المحلي، في زيارة تأملية إلى ما تبقى من أنكلام، حيث كان الجيش الأحمر يتقدم بسرعة كبيرة. انخرطوا بنجاح في مفاوضات مع الضباط السوفييت، ونتيجة لذلك سُلمت غرايفسفالد بلا دم إلى السوفييت في 29/30 أبريل 1945.
بعد انتهاء الحرب، بين عام 1947 ووفاته في عام 1961، ترأس غيرهارت كاتش «معهد أبحاث مرض السكري وعلاجه» في «شلوس» سابقًا في كارلسبورغ (خارج غرايفسفالد)، والذي سرعان ما أصبح واحدًا من أهم المؤسسات السريرية والأكاديمية في جمهورية ألمانيا الديمقراطية (ألمانيا الشرقية). بعد وفاته، أعيدت تسمية المعهد باسمه تكريما له باسم «معهد غيرهارت كاتش للسكري».

## المساهمات الأكاديمية والسريرية الطبية
نشر غيرهارت كاتش خلال مسيرته المهنية ما يقرب من 220 مساهمة أكاديمية. أشرف على أكثر من 300 طالب دكتوراه و14 طالب تأهيل، عُين معظمهم لاحقًا في كراسي الأستاذية في الطب الباطني أو في مناصب مؤثرة أخرى في الطب. ذلك جعله أحد أهم الأطباء الباطنيين في جيله في ألمانيا. كانت تخصصاته هي أمراض الجهاز الهضمي، وأمراض البنكرياس، ولا سيما داء السكري. في حالة أبحاث مرض السكري، إلى جانب المشكلات السريرية مثل الفعالية النسبية لمختلف مستحضرات الأنسولين وتأثيرات الانقباض العضلي، كان شاغله الرئيسي هو الجوانب الأيضية، مثل الاضطراب السكري في أيض الليبيدات.

## جدل النظام الغذائي الخالي
«أطروحات غارتس»، التي نشرها كاتش بعد أقل من عشرين عامًا من اكتشاف الأنسولين، كان لها تأثير كبير وسرعان ما أصبحت تحدد العقيدة السائدة فيما يتعلق بعلاج مرض السكري في ألمانيا (وخارجها) لجيل كامل. فيما يتعلق بالتطورات اللاحقة، فقد طرح بعض الأسئلة المهمة: أثار أحد الأسئلة جدلًا كبيرًا خلال الأربعينيات والخمسينيات والستينيات من القرن العشرين، تتعلق بالحاجة إلى إيجاد توازن أمثل بين جرعات الأنسولين والتغذية. وجد طبيب الأطفال كارل ستولت (1881-1951)، الذي كان مديرًا لعيادة الأطفال في جامعة بريسلاو قبل عام 1945، أنه من الضروري إضافة تحسين إلى أطروحات كاتش. بناءً على تجربته الخاصة في علاج البالغين، افترض كاتش أنه يجب تقييد الخيارات الغذائية بدرجة كبيرة من أجل التوافق مع جرعات الأنسولين الثابتة. دعا ستولت إلى اتباع نظام غذائي أكثر تنوعًا –حُدد (وإن كان مبسطًا) في المصادر على أنه «نظام غذائي خالٍ»- بناءً على علاجه لمرضى السكري من جميع الأعمار منذ عام 1929. عندما تتنوع قوائم الطعام من وجبة إلى أخرى، يجب تطبيق عنصر المرونة المقابل على جرعات الأنسولين. يقع على عاتق المرضى مراقبة بولهم والتأكد من بقائه خاليًا من الجلوكوز. كان عليهم حقن جرعة أنسولين قبل كل وجبة، متغيرة حسب الحجم والتوازن الغذائي للوجبة. تكون جرعات الأنسولين كافية شريطة بقاء البول خالٍ من السكر. في الوقت الذي كان فيه الأنسولين مكلفًا نسبيًا وكان التأمين الصحي بعيدًا عن متناول الجميع، كان لدى معظم المرضى دوافع اقتصادية جيدة لعدم تناول جرعات زائدة من الأنسولين. لكن نهج ستولت تضمن مستوى من الثقة في قدرة واستعداد المرضى لتحمل المسؤولية عن تغيير أدويتهم. وفقًا للمنتقدين، فإن الثقة بالمرضى بالقدر اللازم لن يعتبرها غيرهارت كاتش مناسبة أبدًا. بحلول الوقت الذي احتدم فيه الجدل، كانت ألمانيا في حالة حرب، ولم تكن هناك فرص متاحة لتطوير وإجراء التجارب المناسبة، والتي في ظل ظروف أخرى ربما تكون قد حلت القضايا الناشئة. خلال السبعينيات من القرن العشرين، أصبحت الأدوات التحليلية المناسبة متاحة على نطاق أوسع، ومال الرأي الطبي السائد إلى الاصطفاف وراء نهج ستولت. بحلول ذلك الوقت، مات طرفا الجدل الرئيسيين. خلال الخمسينيات والستينيات من القرن العشرين، نظرًا لرفض أن يظل الجدل قائمًا، كان نهج كاتش الصارم المميز هو الذي حافظ على الجذب مع المؤسسات الطبية.

## التقدير والتكريم
- حظي عمل غيرهارت كاتش بالاعتراف والاحتفاء على نطاق واسع، لا سيما في جمهورية ألمانيا الديمقراطية (ألمانيا الشرقية). في عام 1953 أصبح عضوًا عاديًا (أي كاملًا) في الأكاديمية الألمانية (الشرقية) للعلوم والإنسانيات في برلين. في عام 1955، قبِل أيضًا عضوية أكاديمية ليوبولدينا ومقرها هاله. تضمنت جوائزه الحكومية منحه لقبي (دكتور الشعب الفخري) في عام 1951، و(عالم بارز من الشعب) في عام 1956. علاوة على ذلك، في عام 1952 حصل على الجائزة الوطنية.[2][16]
- في عدد من المناسبات، ترأس كاتش مؤتمرات الأطباء الباطنيين الألمان والتي كانت تُعقد عادةً في الغرب في فيسبادن.[17] في عام 1952، ترأس الجمعية الألمانية لأمراض الجهاز الهضمي والأيض، وفي عام 1953 الجمعية الألمانية للطب الباطني.[12]
- تشهد عضوية كاتش في جمعيات الأطباء الباطنيين الدولية المرموقة على سمعته خارج حدود ألمانيا الشرقية، وعدم تحمله للعزلة السياسية والاقتصادية للبلاد. شملت البلدان التي كان عضوًا فيها بلجيكا، وإسبانيا، وفرنسا، وسويسرا، والمكسيك. في إنجلترا، كرمته جمعية مرضى السكر (كما كانت تُعرف آنذاك)، وهي أكبر منظمة من نوعها في الجزر البريطانية، «بجائزة محاضرة بانتنغ التذكارية» في عام 1958.[18] في العام نفسه مُنح تكريمًا مكافئًا في مؤتمر الاتحاد الدولي للسكري، الذي عقد في ذلك العام في دوسلدورف (ألمانيا الغربية). ألقى المحاضرة بعنوان في الصحة المشروطة لمرضى السكر.[12][19][20]
- في غرايفسفالد، حيث أقام بين عام 1928 ووفاته في عام 1961، منحته المدينة (المواطنة الفخرية) في عام 1952. في العام التالي، عينته الجامعة سيناتورًا فخريًا. تبع ذلك بعد أربع سنوات شهادة دكتوراه فخرية مصحوبة بسلسلة شرف ذهبية.
- بعد وفاته، أعيدت تسمية «معهد أبحاث وعلاج مرض السكري» الذي كان يرأسه منذ عام 1947 باسمه تكريمًا له، (معهد غيرهارت كاتش للسكري). أعيدت تسمية المعهد مرة أخرى عام 1972، لكن لم يطرأ على اسم كاتش تغيير يذكر، وسمي باسم (معهد غيرهارت كاتش المركزي للسكري). وجاءت تغييرات أخرى في الأسماء عقب إعادة تشكيل الخدمات الطبية التي نفذت بعد عام 1990، ولكن المعهد استمر في حمل اسمه، وبعد عام 1996 وبعد أن أصبحت المؤسسة الرئيسية «عيادة كارلسبورغ»، وهي المؤسسة المكونة للجامعة، أصبح (معهد غيرهارت كاتش للسكري) مرفقًا بحثيًا قائمًا بذاته منبثقًا من المجمع الأصلي.[9][21]
- سميت عدة شوارع تيمنًا به في غرايفسفالد وفيسبادن.[22][23]
- منذ عام 1979، تمنح الجمعية الألمانية للسكري «ميدالية غيرهارت كاتش» سنويًا للأشخاص «الذين قدموا مساهمة خاصة في رعاية مرضى السكر».[24]